# Дарк-психоделік-транс
Дарк-психоделік-транс (англ. dark psytrance, темний псай (dark psy), чорний транс (black trance), хоррор-транс (horror trance), хорор-псай (horror psy) — найшвидше і спотворене відгалуження психоделік-трансу, з прискореним біт-ритмом (145—180 ударів в хвилину) і тому характеризується як «темний».
Піджанр виник в Німеччині в середині 1990-х років.

## Характеристики
В дарк-трансі не використовується вокал, це його відмінність від інших підвидів психоделік-трансу. Замість цього використовується семплування, вставляються різні звуки з фільмів жахів, фільмів наукової фантастики або з інших джерел. Часто також додаються музичні фрагменти з інших музичних жанрів.
Атмосфера дарк-трансу сформувалася на основі великої кількості жанрів: дарк-ембієнту, конкретної музики, даркора, пауер-нойзу і індастріалу. Одні виконавці її створюють, роблячи її «готичною» і «такою що бродить» (такі виконавці як Xenomorph, Parasense і Kemic-Al), інші ж вносять в атмосферу трансу елементи металу, особливо блек-металу і індастріал-металу Kindzadza, Highko, Cosmo, Dark Soho і Baphomet Engine.
Деякі виконавці дарк-трансу виконують його, змінюючи мелодійні структури звичайного психоделік-трансу з додаванням особливих мелодій або ефектів (у тому числі і внетрансового характеру), прикладом є N3XU5, Darkpsy, Kalilaskov AS і Fungus Funk, а також інші виконавці цього напрямку.

## Представники
- aGh0Ri TanTriK (Індія)
- Cosmic Iron (Ізраїль)
- Parasite (Індія)
- Dhrupad! (Індія)
- Cyberbaba (Сербія)
- Bhassam (Індія)
- Distorted Forest (Бразилія)
- Mythorlogic (Ізраїль)
- Baalthaza (Німеччина)
- Molokola (Росія)
- Parasense (Росія)